# Dieter Wisliceny
Dieter Wisliceny (Regulowken (Oost-Pruisen), 13 januari 1911 – Bratislava, 4 mei 1948) was in nazi-Duitsland van 1940 tot 1944 Beauftragter für jüdische Angelegenheiten voor Slowakije, Hongarije en Griekenland en werkte nauw samen met Adolf Eichmann.

## Loopbaan
Wisliceny begon zijn carrière als journalist. In 1933 werd hij lid van de NSDAP en in 1934 van de SS en de SD. Van 1934 tot 1937 werkte hij in Berlijn en aansluitend tot 1940 in Danzig.
Wisliceny werd in 1940 bevorderd tot SS-Hauptsturmführer. Op voordracht van Adolf Eichmann ging hij in 1940 als vertegenwoordiger van het Reichssicherheitshauptamt IV A 4 naar Bratislava, waar hij werkte als adviseur in joodse aangelegenheden voor de Slowaakse regering. Op 6 februari 1943 werd Wisliceny samen met Alois Brunner naar Griekenland gestuurd en leidde daar in Thessaloniki het Sonderkommando für Judenangelegenheiten.
Wisliceny was tot september 1944 voor de deportatie van Slowaakse, Griekse en Hongaarse Joden verantwoordelijk.
Op 12 mei 1945 werd Wisliceny in Oostenrijk aangehouden. Tijdens de processen van Neurenberg was hij een belangrijke getuige. Zijn getuigenis werd ook gebruikt in 1961 bij het proces tegen Eichmann in Jeruzalem. Na de processen van Neurenberg werd Wisliceny aan Tsjechoslowakije uitgeleverd. Op 27 februari 1948 werd hij in Bratislava ter dood veroordeeld en op 4 mei van dat jaar geëxecuteerd.

## Militaire loopbaan
- SS-Obersturmbannführer: 1944
- SS-Sturmbannführer:
- SS-Hauptsturmführer: 1940
- SS-Obersturmführer:
- SS-Untersturmführer: 20 april 1937[1]

## Lidmaatschapsnummers
- NSDAP-nr.: 672 774[1] (lid geworden in 1933)
- SS-nr.: 107 216[1] (lid geworden 15 juli 1934)